# Nathaniel Lee
Nathaniel Lee (1653 - 6 mai 1692), est un dramaturge anglais.

## Biographie
Il est le fils du docteur Richard Lee, un pasteur presbytérien qui est le recteur d'Hatfield et qui bénéficie d'avancements pendant le Commonwealth. Il est chapelain de George Monck, qui devient duc d'Albemarle, mais après la Restauration il suit l'Église anglicane et retire son adhésion à l'exécution de Charles Ier.
Les Dramatic Works de Lee sont publiés en 1784. En dépit de leur extravagance, ils contiennent de nombreux passages de grande beauté.